# 乌伊岭镇
乌伊岭镇是中华人民共和国黑龙江省伊春市汤旺县下辖的一个镇。
2016年，伊春市人民政府批准撤销乌伊岭街道办事处，下辖地区由乌伊岭区直辖。2019年6月，国务院同意调整伊春市部分行政区划，撤销乌伊岭区，设立汤旺县；同年，黑龙江省人民政府批准设立乌伊岭镇。

## 行政区划
乌伊岭镇下辖以下村级行政区划单位：
建设社区、幸福社区、宏伟村和永青村。